# 1941年佛罗里达飓风
1941年佛罗里达飓风是一场于1941年10月对巴哈马、佛罗里达州和美国东南部构成影响的强烈热带气旋，是1941年大西洋飓风季已知存在的第五个风暴，于10月3日在维尔京群岛以北初次被发现。风暴大致上向西行进并穿越巴哈马，最高风速高達190公里，这个数值相當於萨菲尔-辛普森飓风等级中的三级飓风的标准，不过此等级当时还没有问世。越过佛罗里达州南部后，飓风进入墨西哥湾，并沿佛罗里达州的西北狭长地带实现再次登陆。之後风暴转朝东北方向移动，先后穿越了乔治亚州和南卡罗莱纳州，于10月8日进入大西洋。
人们在风暴来临前做了大量的防灾措施，一些居民把住宅和商铺封住，政府建議部分沿海地区居民尽快撤离。巴哈马遭遇每小时高達167公里的风速，有三人因风暴死亡，其中拿骚市受到的打击特别严重。佛罗里达州也遭受了比较严重的损害，还有多人丧生。狂风刮倒了树木，还导致供电线路中断，风暴的降雨模式也很不寻常。佛罗里达大沼泽地区域因风暴潮而导致多条街道被淹。随着系统向北面进发，塔拉赫西市因此出现大面积停电，还有多部车辆受损。这场飓风一共在佛罗里达州造成67.5万美元（1941年美元，相当于1398萬2013年美元）的经济损失，风暴之后还在乔治亚州造成一人遇难。

## 气象历史
10月3日，气象部门在维尔京群岛以北约480公里海域观测到有热带系统存在的迹象，次日早上的观测确定有一个环流中心存在并总体向西行进。10月5日，系统到达巴哈马并在拿骚附近经过。这个时候风暴已经成为一个紧凑而发达的飓风，其记录下来的最低气压是由卡特島上报告的964毫巴（百帕，28.47英寸汞柱）。风暴朝西北偏西方向行进，于10月6日达到时速190公里的最高风速，并于当天在佛罗里达州的迈阿密以南约21公里处实现登陆:162。飓风继续保持一个较小的尺寸穿过佛罗里达大沼泽地，在大沼泽地市和麥爾茲堡之间经过:162。沿奥基乔比湖南岸的强风风速为每小时97公里，气压为995毫巴。
风暴进入墨西哥湾并以一个较大的弧度转朝西北方向前进，路径基本是在佛罗里达州西海岸沿线。风暴系统在当天一直位于大海上空，次日再在卡拉贝尔登陆，当时的气压为982毫巴。之后飓风转向东北偏北，经过塔拉赫西后进入乔治亚州:162。由于风暴已经在内陆行进，系统强度明显削弱，在穿越南卡罗莱纳州后于10月8日清晨重新在大西洋出现。由於接觸到大海，使已減弱的風暴重新變強起來。之后几天里这股气旋向东南方向行进并在海上转了一个小圈，然后转向东北偏东，于10月11日晚上到12日凌晨经过百慕大以南海域。10月13日飓风变成了温带气旋，并于次日完全消散。

## 防灾措施
风暴到达佛罗里达州前几天，美国国家气象局发布了40份热带气旋相关公告。由于事先进行了大量的准备工作，因此风暴造成的人员伤亡和财产损失都很少:162。佛罗里达州南部的居民钉死了家里和商铺的窗户，并躲进大型建筑物中避难。酒吧和酒店房间举办了飓风聚会，一些居民坐在酒店大堂倾听电台广播。由于人们都在对飓风来袭做准备，迈阿密的商店里包括面包和奶油在内的多种生活必需品都卖到断货。从霍姆斯特德到基韋斯特的居民收到了撤离的建议，还有三架美国海岸警卫队的飞机向佛罗里达近海的船只投放警报信息。平民保育團也撤离了身在佛羅里達礁島群包括基韋斯特島在内多个岛屿的150名工人。
美国红十字会的当地分会建立了急救站和避难所，并向无法到达避难所的人提供交通运输服务。风暴来临前，泛美航空暂停了迈阿密的航班起降，前来的航班转飞古巴首都哈瓦那。美国海军位于佛羅里達礁島群的基地也针对风暴来袭做了准备，将船只固定在码头上，并取消所有离岸作业，而美国陆军航空队也把飞机从莫里森基地转移到更安全的内陆地点。佛罗里达州政府开始为那些受风暴影响的区域囤积食物，在西棕榈滩、迈阿密和麥爾茲堡设立了仓库，州长斯佩萨德·霍兰（Spessard Holland）下令州立机构为救援工作做好准备。一支由佛罗里达州高速公路巡警组成的小分队被派往迈阿密，他们的任务是沿高速公路巡逻，向驾车人士提供汽油以便在风暴来临前撤离。该州还开放了戴德县的所有教学楼作为应急避难场所。

## 冲击

### 巴哈马
这场飓风给巴哈马造成了重大财产损失，有三人在风暴中丧生。位于新普罗维登斯岛的拿骚风速达到每小时167公里。城市的街道上堆满了杂物，包括一艘帆船，四艘小帆船在内的多艘船只被风吹倒在拿骚湾附近的街道上。狂风刮倒了树木和电线杆，导致火灾和大面积停电。留在海岸的船只从停泊处被风浪扯下后撞在海堤上。城市内没有人员伤亡。一艘名为“亲善二号”（Goodwill II）的大帆船在风暴中沉没。物业和花园受到了严重的破坏。飓风给卡特岛带去了40毫米降雨。
安德罗斯岛附近有一艘大帆船沉没，船上的两人试图游到岸上但双双遇难，他们的名字分别是撒拉铁尔·约翰森（Salathiel Johnson）和克里斯托弗·瓦姆斯（Christopher Whymss）。卡特岛上一位名叫塞缪尔·西摩（Samuel Seymour）的居民在房子被风吹倒后丧生，该岛上还有多人受伤。卡特岛上“大部分住宅，所有的教堂以及大部分公共建筑”都在风暴中被毁。电话线和农田的庄稼也受到严重破坏。温莎公爵、巴哈马总督联系红十字会请求援助，一艘载有“食品、服装、建材和种子”的船也很快被派遣到卡特岛。根据飓风过后的一项调查显示，卡特岛有300户家庭失去了家园，而圣萨尔瓦多岛上则有120户。为了帮助这些家庭，温莎公爵于10月7日宣布自己将为这场风暴的受灾者建立一个救助基金。

### 美国

飓风首度登陆所影响到的地区

飓风登陆时给比斯坎岛（Key Biscayne）带去了狂风，不过风速没有达到飓风强度。迈阿密部分地区的最高阵风风速达到每小时198公里，持续风速也有每小时140公里:162。不过风暴带来的降雨却异常之少，迈阿密收到的降雨量仅为8.9毫米，接近风暴中心的地区也不到25毫米。佛罗里达州东南部的绝大多数地区降水都很少，仅有佛羅里達礁島群例外，这里的雷暴提升了降雨量。大部分的热带气旋都会带来可观的降水量，所以本场飓风在这方面显得很不寻常。根据一份研究结果显示，这场飓风带来的降雨量很少可能有一到两个原因：“空气可能太过干燥”，或是“空气的水平汇聚可能不足以产生将湿气朝上移动的足够力量”。强风将海水吹进几英里外的内陆，由于降水量少，海水中的盐分烧毁了大片地区的植被。狂风也刮倒了树木和电线杆，还震碎了戴德县一些窗户的玻璃:162。
这一地区没有出现人员丧生的报告，不过通讯线路和住宅有受到轻微损伤，另有多人受伤。有多个社区停电，其中还包括几所医院，导致6名婴儿不得不在烛火下接生。迈阿密地区共有7人因风暴受伤，其中包括5位正在救火的消防员，这场火灾的火势也正是由于飓风而变得不可收拾。飓风在向内陆进发的过程中穿越了佛罗里达大沼泽地，这里的风速为每小时105公里。当地一些镇上因风暴潮引发了洪水，部分街道上的积水有约30厘米深。该地区的码头和捕鱼设备也受到严重破坏:162。飓风在近海经过时，坦帕湾的风速达到每小时97公里:162。风暴还把一艘来自古巴的捕鱼帆船从柯里爾縣吹到岸上搁浅，幸运的是没有人因此受伤，船上的人随后被移民部门拘留。

一艘古巴帆船被风暴冲到了岸上。

飓风进入墨西哥湾后在卡拉贝尔再次实现登陆。该区域风速估计达到每小时121公里，气压低至982毫巴。近海沿岸的海浪高出正常水位2.4米。狂风吹倒了塔拉赫西的树木和电线杆，街上到处都是碎屑，道路无法通行。《塔拉赫西民主党报》（Tallahassee Democrat）报道称，“狂风之中，有数百位塔拉赫西人看起来似乎是冲进自家的院子里，收集那些被风吹掉的山核桃。”:163整个区域内有许多车辆被毁，能够用来更换的汽车很少，因为组装厂都在为军队生产汽车。风暴过去两个月后，美国于1941年12月加入第二次世界大战，由于无法买到新的车辆，当地居民只能选择马车运输:163。虽然风暴导致电力缺乏，但《塔拉赫西民主党报》还是发行了6000份针对这场飓风的特别报道。起初由于担心沿海地区出现严重破坏，救援人员开始赶往圣马克，但到达后当地居民表示他们并不需要援助:163。当地有出现较多的农作物和财产损失报告，全州总计经济损失估计为67.5万美元（1941年美元，相当于1398萬2013年美元），虽然这一数值并不高，但有专业人员估计如果这场飓风是在1992年来袭，那么考虑到当地人口密度和住房建设上的变化，造成的经济损失将高达50亿美元。全州共计报告有7人受伤，还有5人在瓦古拉縣的一个渔网晒场因风暴潮来袭而被淹死:162。起初的报告称共计有20位渔民失踪，还有34位古巴渔民被困在卡拉贝尔附近海域，他们所乘的十艘船因风暴潮消退而触礁导致受损，粮食也被海水污染而无法食用，但他们随后被海岸警卫队的“复仇女神号”（Nemesis）独桅纵帆船所救，并且没有人受伤。他们获救后报告称附近一艘小船上共有5人被淹死。
风暴进入乔治亚州后仍然产生了强烈的阵风:162，有一人因风暴丧生，风暴给行进沿途造成了相当大的破坏，破坏范围一直延伸到该州的奧爾巴尼。乔治亚州的这位死者名叫弗朗西丝·海丝特（Frances Hester），是一位16岁大的小女孩，她被风暴刮倒的电线绊倒后死亡。该州的最高降雨量达到150毫米。风暴途经南卡罗莱纳州时没有造成较大损害，整场风暴给美国东南部带来的降雨量总体来说异常之少，并且沿途分布很不均匀。